# Kolnovice
Kolnovice (niem. Kohlsdorf) – wieś, część gminy Mikulovice, położona w kraju ołomunieckim, w powiecie Jesionik, w Czechach, bezpośrednio przy granicy z Polską.

## Nazwa
Nazwa miejscowości najprawdopodobniej pochodzi od imienia zasadźcy biskupiego Skorosza i miała historycznie różne wersje zapisu: „Scorusdorph” (1290), „Colensdorf ” (1372), „Colisdorf ” (1378), „Kolsdorf ” (1638) i „Kohlsdorf ” (1792 r.). Rząd czechosłowacki ustalił obecną nazwę.

## Historia

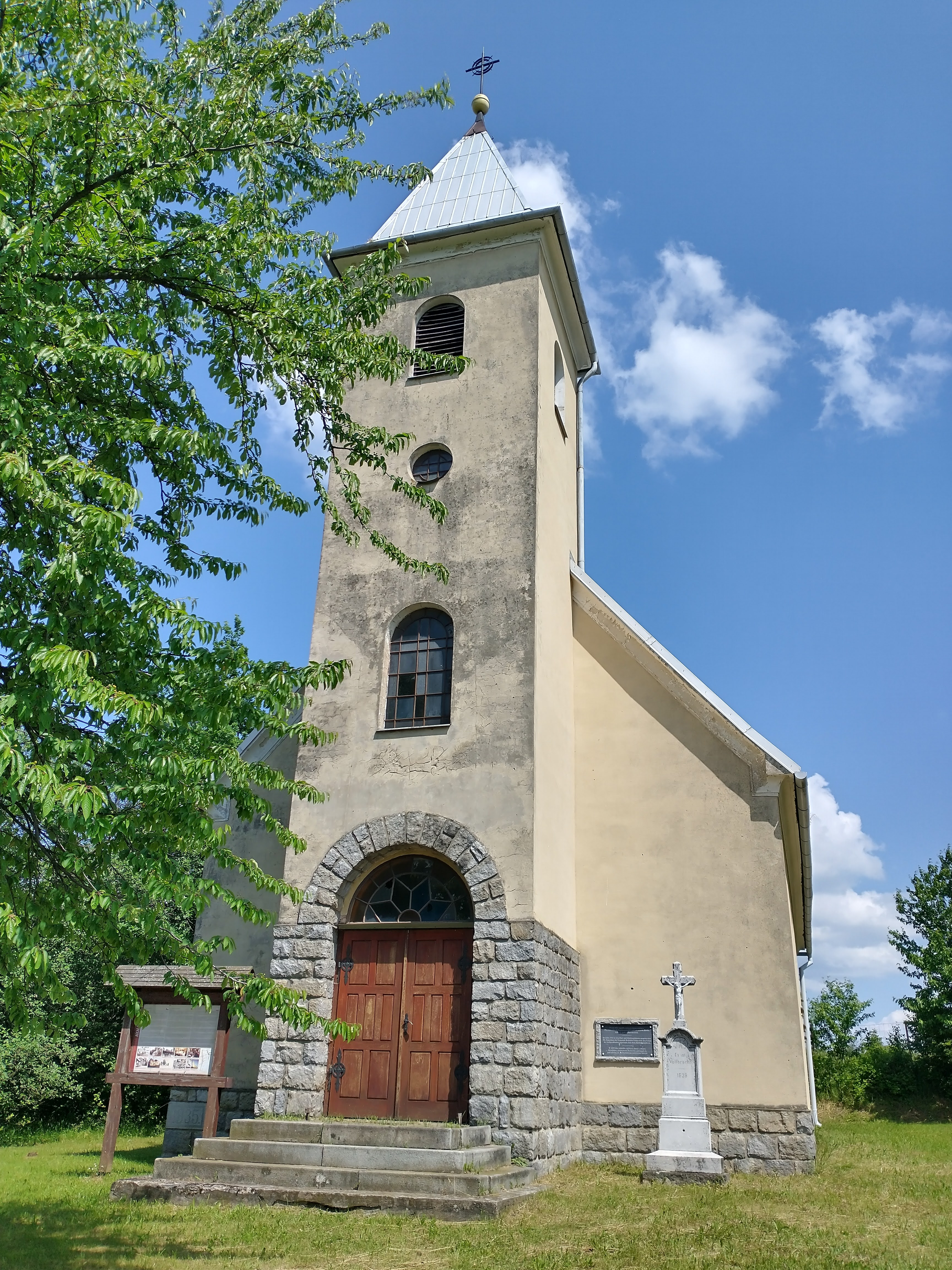
Kościół św. Rocha

Pierwsza wzmianka o wsi (villa Scorosonis) pochodzi z 1263 i informuje o założeniu osady w czasach biskupa wrocławskiego Wawrzyńca. Zamieszkiwali w niej głównie chłopi. Istniał tu dwór (od około 1370 należący do miasta Głuchołazy) i sołectwo. Po wojnach śląskich wyznaczona została nowa granica, w wyniku czego dwór przeszedł na stronę pruską, a reszta wsi pozostała w dominium habsburskim. Znaczący rozwój wsi nastąpił pod koniec XVIII wieku, za zarządcy Josefa Rennerta, reprezentującego Liechtensteinów z Głubczyc. Założył on dwie nowe osady: Terezin (na cześć swojej matki) i Rennertov (od 1949 Vysutá). W 1836 wieś liczyła 930 mieszkańców (366 w centrum, 317 w Terezinie i 247 w Rennertovie). W 1930 zamieszkiwało tu 789 mieszkańców (690 Niemców, 16 Czechów i 83 innych). Od początku XIX wieku we wsi nauczano dzieci, najpierw w domu nr 6, a potem w jednoklasowej szkole (drugą wzniesiono w Terezinie w 1887). Placówki te zlikwidowano odpowiednio w 1945 i 1958. W 1832 wieś nawiedziła epidemia dżumy. W 1938, z uwagi na większość niemiecką, mieszkańcy dobrze przyjęli aneksję tych terenów przez III Rzeszę na mocy układu monachijskiego. Wkrótce na frontach II wojny światowej zginęło pięćdziesięciu mężczyzn z Kolnowic.
Po II wojnie światowej wysiedlono Niemców, a miejscowość została zasiedlona tylko częściowo – jej nadgraniczne położenie nie sprzyjało rozwojowi. W końcu lat 50. XX wieku część domów wyburzono. W 1990 było tu 37 domów (w 1930 – 153), a obecnie jest to miejscowość zamieszkiwana przede wszystkim okresowo i rekreacyjnie. Sołectwo zniesiono w 1960, a w 1961 włączono miejscowość do Mikulovic.
Mieszkańcy miejscowości utrzymywali się w przeszłości głównie z rolnictwa oraz pracy w okolicznych kamieniołomach marmuru, jak również w fabrykach Mikulovic i Głuchołaz. Kobiety dorabiały szyciem rękawic. Funkcjonował młyn. Działały sklepy, gospody i staż pożarna. W 1949 powstała spółdzielnia rolnicza.
Przez wszystkie części wsi prowadziła droga powiatowa z Głuchołaz do Vidnavy. W 1959 nastąpiła korekta granicy państwowej z Polską. Wcześniej przebiegała ona tuż obok drogi do Mikulowic. W wyniku wymiany terenów Czechosłowacji przybyło wówczas 94 hektary, a Polsce 15 hektarów.
We wsi znajduje się kościół filialny św. Rocha.

## Podział administracyjny
W skład wsi wchodzą osady:
- Kolnovice
- Terezín
- Vysutá